# Horloge circadienne de Neurospora

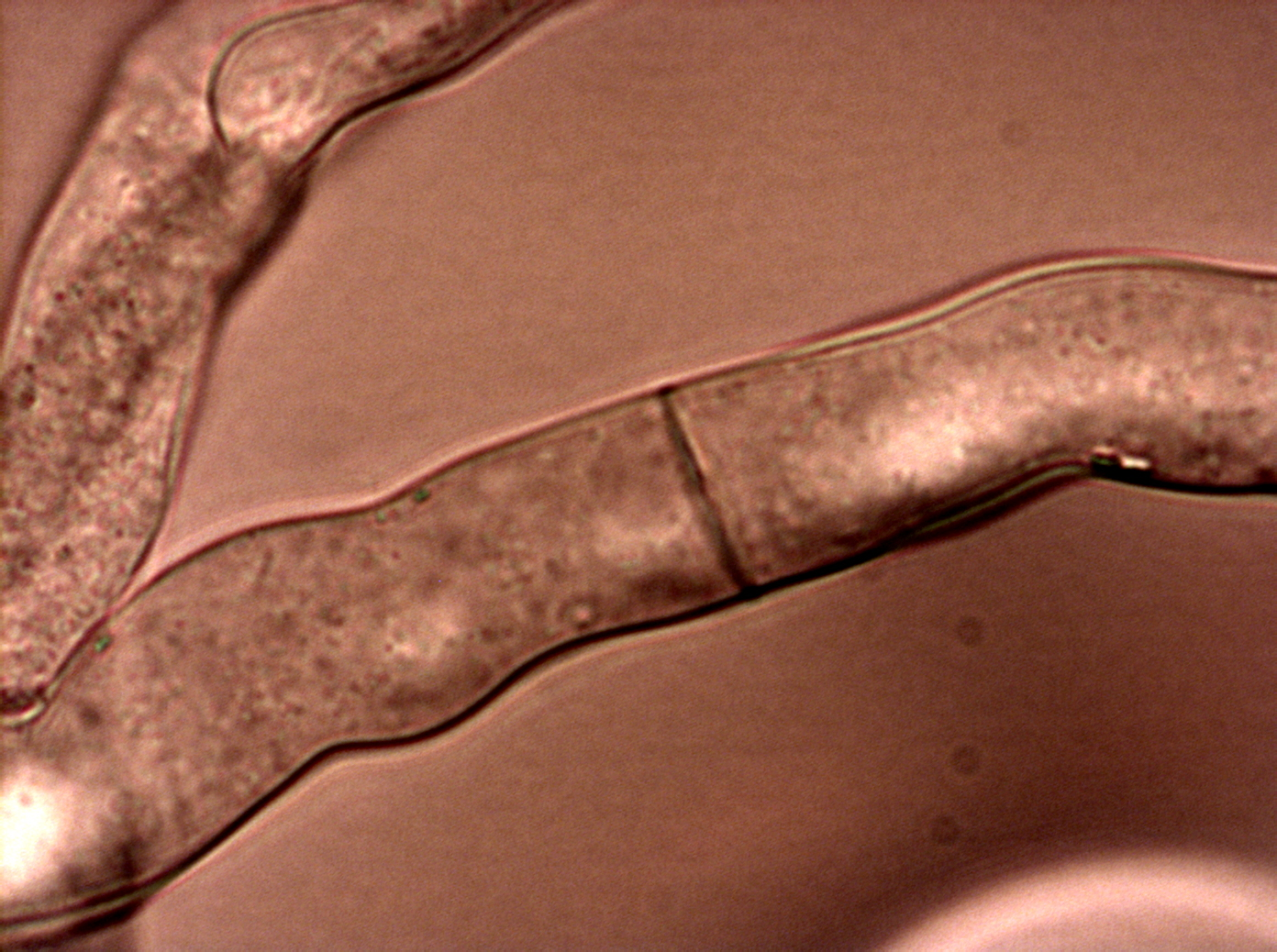
Hyphes septées à micropores de Neurospora crassa

Neurospora est un genre de champignon appartenant au phylum Ascomycota et à la classe des Sordariomycetes. 
Les espèces de ce genre se caractérisent par la présence d’un mycélium cloisonné avec des septa à micropores. En effet, ces derniers contiennent des inclusions lipoprotéiques appelées corps de Woronin ayant un rôle de protection contre les blessures. De plus, ce champignon dispose d’une fructification en un sporophore provenant de l’agrégation de plusieurs hyphes entre elles. Neurospora produit également des fructifications sexuées appelées périthèces (ascocarpes) portant des asques à l’intérieur, et desquels se forment 8 méiospores (ascospores). Or, comme la plupart des ascomycètes, ce champignon saprotrophe est capable d’effectuer son cycle de vie par multiplication asexuée avec l’intermédiaire de conidies, ainsi que par reproduction sexuée par l’entremise d’ascospores.
« Moisissure rouge du pain » est le nom souvent assigné à une espèce du genre Neurospora : Neurospora crassa. Son cycle de développement court et sa facilité d’être cultivée sur des milieux simples font de N.crassa un modèle d’étude très adéquat. Cependant, l’intérêt dirigé envers cet organisme eucaryote provient du fait qu’il est devenu, au cours des 40 dernières années, un modèle incontournable pour l’étude des bases moléculaire des systèmes circadiens oscillatoires.

## Le système circadien chezNeurospora Crassa
La première évidence de la présence d’une horloge biologique chez Neurospora remonte en 1959 où il fut démontré qu'une périodicité de conidiation de 22h est présente lorsque ce mycète est déposé en conditions constantes de température et de noirceur.
Ainsi, Neurospora dispose d'une horloge biologique circadienne qui régule une multitude de ses aspects physiologiques, dont son rythme de conidiation. Les laboratoires de Tatum et Ryan furent les premiers à développer des systèmes appelés race tubes, permettant de déterminer le rythme de croissance de plusieurs souches. Ces tubes sont faits en verre, et sont courbés aux deux extrémités à un angle de 45◦. Cette disposition restreint l’agar à l’intérieur, permettant aux organismes de croître. Plus précisément, l'inoculation du mycélium s’effectue sur un bout du tube afin de permettre la croissance du mycète vers l’autre extrémité. Au début, les cellules sont gardées en présence de lumière pendant 1 jour à des fins de synchronisation, une étape préliminaire avant leur disposition en noirceur constante.

## Le fonctionnement de l’horloge circadienne

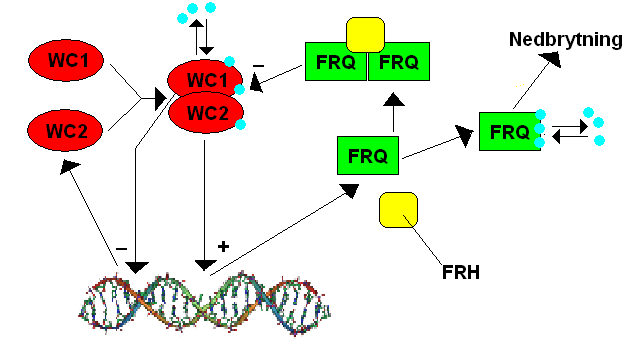
Version simplifiée de l'horloge circadienne de Neurospora. La phosphorylation est illustrée par des petits cercles bleus (Nedbrytning (sv) : Dégradation (fr))

À la suite d’expérimentations durant les années 1990, Aronson et son équipe de chercheurs ont déterminé que parmi les composantes principales de l’horloge se trouve le gène frequency. En effet, un mutant homozygote au niveau de ce gène, nommé frq-9, présente un phénotype arythmique au niveau de son rythme de conidiation. Dans le promoteur du gène frequency se trouve la boîte-C, permettant la liaison du white collar complex, ce qui active la transcription du gène frequency de façon rythmique. Or, l'ARNm de frequency est transcrit et acheminé vers le cytoplasme afin de permettre sa traduction en une protéine frequency où une régulation post-traductionnelle s'effectue. D’ailleurs, sachant que la protéine frequency appartient à une classe de protéines intrinsèquement désordonnées (IDP), elle n’a donc pas une structure tridimensionnelle stable. Frequency se dimérise avec une hélicase à ARN ATP-dépendante (FRH), formant le complexe FFC, où FRH a pour fonction de stabiliser frequency. En absence de FRH, il fut déterminé par Western Blot, que frequency est hyperphosphorylée, une trouvaille permettant de déduire que la protéine FRH a un rôle de régulation post-traductionnelle. De plus, frequency possède un signal de localisation nucléaire (NLS), indiquant que c’est une protéine nucléaire. Cette protéine forme également un homodimère frequency-frequency via son domaine superhélice.
En ce qui concerne le complexe white collar complex, il est formé par l’hétérodimérisation des protéines White Collar-1 (WC-1) et White Colar-2 (WC-2), des facteurs de transcription du gène frequency. En effet, l’hétérodimérisation entre ces deux protéines s’effectue via le domaine PAS présent sur chacun. À la suite d’une exposition à la lumière bleue, le complexe white collar complex peut se lier à l'ADN via un domaine doigt de zinc. Les séquences du promoteur du gène frequency liées par white collar complex sont l’élément de réponse à la lumière proximal (PLRE), ainsi que l’élément de réponse à la lumière distal (ou boîte-C). Ces derniers ont un rôle dans l’activation de la transcription du gène frequency.
Les enzymes caséine-kinase (CK1 et CK2) semblent être impliquées dans la régulation de la liaison du complexe white collar complex à l’ADN. En effet, les mutants dans les gènes ck-1a et cka, codants les enzymes CK1 et CK2 respectivement, ont pour effet de réduire l’activité ou la quantité de ces deux enzymes. Or, cela a pour effet d’augmenter la liaison du complexe white collar complex au promoteur de frequency. Le complexe FFC interagit avec le complexe white collar complex, et il semble que frequency est responsable de l’induction de la phosphorylation de WC-1 et WC-2, Ainsi, la phosphorylation induite par le complexe FFC réduit l’activité transcriptionnelle de white collar complex, ce qui mène à une diminution des niveaux d'ARNm frequency transcrits,,.
Par la suite, frequency est dégradée rapidement, une caractéristique des IDPs, En outre, dès que frequency est traduite, elle est phosphorylée plusieurs fois par plusieurs kinases – CK1, CK2, CAMK1 et PRD-4 –,,,, ce qui influence sa stabilité et éventuellement mène à son ubiquitination par FWD-1, une ubiquitine ligase de type SCF Cet évènement libère finalement le complexe white collar complex qui est réactivé via la protéine phosphatase 2A (PP2A) et la protéine phosphatase 4 (PP4) , permettant au complexe white collar complex de se lier au promoteur de frequency à nouveau,.

## Les entrées de l'horloge circadienne

### Lumière
L’horloge circadienne de Neurospora était la première dont les mécanismes d'entraînement par la lumière furent dévoilés À la suite d’une exposition à la lumière, une augmentation dans la quantité d’ARNm frequency est observée À la suite de l’analyse de mutants avec aucune induction de la transcription d’ARNm frequency par la lumière, il a été déterminé que ces mutations appartiennent à différents allèles de white collar-1 (wc-1) ou white collar-2 (wc-2), indiquant que ces gènes sont essentiels pour la réponse à la lumière chez Neurospora. L’analyse de la séquence de la protéine WC-1 a permis de découvrir que cette protéine possède un domaine PAS spécialisé : le domaine LOV (Light, oxygen or voltage). Chez les autres mycètes, des études sur les photorécepteurs contenant un domaine LOV suggèrent que le chromophore FAD, lié au domaine PAS, induit un changement de conformation dans la protéine WC-1 à la suite de l’absorption de la lumière bleue,. Ceci cause la formation du complexe white collar complex et augmente sa liaison au PLRE et à la boîte-C.  De plus, Froehlich et son équipe ont démontré que l’addition des facteurs de transcription WC-1, WC-2 et du chromophore FAD in vitro sont suffisants pour obtenir une régulation par la lumière de l’expression d’ADN.
De plus, une autre protéine permet de doser la réponse à la lumière. Ce processus de dosage est médié à partir de la protéine VVD, issue du gène vivid, qui module l’activité du complexe white collar complex. Ce dosage (gating) confère à la cellule la capacité de s’adapter au niveau de lumière, lui permettant de percevoir, en conditions saturantes de lumière, les changements dans l’intensité lumineuse. La protéine VVD contient également un domaine LOV, mais qui lie plutôt un chromophore FMN, Plus précisément, l’absorption de la lumière bleue par cette flavine provoque un changement de conformation chez VVD, exposant son hélice amino-terminal. Cette dernière serait capable d’interagir avec FRH et le complexe white collar complex afin de moduler leur l’activité transcriptionnelle.

### Température
Le deuxième zeitgeber ayant un rôle primordial est la température. Cependant la régulation par cette dernière ne s’effectue point au niveau transcriptionnel, ce qui est le cas de la lumière, mais plutôt au niveau post-transcriptionnel En effet, les niveaux de transcription de frequency ne sont pas influencés par une augmentation de la température, par contre, les niveaux de la protéine frequency augmentent également.
Les niveaux maximaux et minimaux de frequency demeurent pratiquement en phase dans les conditions à 21 °C et 28 °C. Par contre, la quantité de frequency est plus élevée à 28 °C. De plus, le niveau minimal de frequency à 28 °C est supérieur au niveau maximal de frequency à 21 °C. Il est donc possible de conclure qu’une variation de la température est directement associée à un déplacement dans la phase de l'horloge. Ainsi, la température permet de varier instantanément la phase de l’horloge sans faire intervenir un agent en réponse à la température, contrairement à la régulation de l’horloge par la lumière. Finalement, lorsqu’une variation dans la température présente un signal contradictoire à celui fourni par la lumière, celle provenant de la température possède une plus grande influence sur la phase de l’horloge moléculaire. Cette observation fut démontrée par une expérience dans des tubes de courses.
Un autre mécanisme de compensation à la température semble être la traduction de deux formes de la protéine frequency, une longue et une courte, chacune résultant d’un épissage thermosensible d’introns Cet épissage permet l’enclenchement de la traduction, et ce, au niveau d’un second codon AUG présent dans l’ARNm de frequency En effet, en absence de la forme longue, il y a une perte de rythmicité à des températures élevées. Également, en absence de la forme courte, il y a une perte de rythmicité à des températures basses. La présence des deux formes de frequency simultanément, conserve une rythmicité des mécanismes de l’horloge, et ce, malgré les variations de températures. Ceci permet de confirmer que les formes différentes de la protéine frequency ont un lien avec le mécanisme de compensation à la température.

### Les sorties de l’horloge circadienne
L’horloge circadienne a un rôle dans plusieurs processus biologiques importants, et ce, chez divers organismes. Par exemple, elle est capable de programmer diverses voies métaboliques cellulaires pour qu’elles se déroulent à des moments précis de la journée. Ainsi, le contrôle de divers rythmes biologiques est un aspect essentiel découlant de l’activité de l’horloge Par contre, chez N.crassa, l'horloge circadienne a un rôle important dans le chronométrage du temps de sa reproduction asexuée. En effet, le niveau de croissance de ce mycète présente une certaine rythmicité, un processus distinct mais couplé à l’activité de l'horloge. Or, un signal généré de manière endogène et contrôlé par l’horloge est capable d’enclencher un interrupteur pour commencer le développement, et ce, en parallèle aux signaux environnementaux dont le rôle fut déjà dévoilé. Durant le jour subjectif, l'horloge est responsable de l’organisation des composantes des hyphes aériennes et des conidies, à la place des hyphes de surface. Cela s’explique par la présence de nombreux gènes et produits de gènes contrôlés par l'horloge, qui sont exprimés à un moment précis durant le jour. Par ailleurs, d’autres systèmes physiologiques sont également contrôlés par l’horloge, tels que la production de dioxyde carbone, le métabolisme des lipides,,, ainsi que la production des protéines de choc thermique.
Plus précisément, les sorties de l’horloge se caractérisent par un contrôle de l’activité de certains gènes qui sont au cœur de divers processus physiologiques chez N.crassa. Ces gènes sont communément appelés les gènes contrôlés par l’horloge (ccgs), et leur régulation s’effectue au niveau de leur transcription,,. Parmi les ccgs étudiés se trouve ccg-2, appartenant à une classe de protéines hydrophobes, soit les Hydrophobines. Ces dernières sont des protéines situées à la surface des spores de N.crassa. En effet, l’ARNm ccg-2 présente une expression rythmique, mais un mutant provoquant une expression de ccg-2 très réduite ne semble pas affecter l’opération normale de l’horloge circadienne, une caractéristique des ccgs. L’expression de ccg-2 est également influencée par la lumière, étant donné que des mutants chez wc-1 et wc-2 montrent aucune variation dans les niveaux d’ARNm ccg-2 à la suite d'une illumination. Par contre, la quantité d’ARNm de ccg-2 augmente normalement chez le type sauvage, à la suite d'une illumination. Ainsi, l’expression de ce gène est modulée en intégrant à la fois les signaux de l’horloge circadienne, ainsi que les signaux lumineux, et ce, afin de contrôler la conidiation.